# Det gamle vandtårn (Glostrup)
 For alternative betydninger, se Det gamle vandtårn. (Se også artikler, som begynder med Det gamle vandtårn)
Det gamle vandtårn i Glostrup er et 33,5 meter højt tidligere vandtårn beliggende nær Glostrup Shoppingscenter og Glostrup Station. Tårnet har en vandbeholder med en kapacitet på 110 kubikmeter, og det var i funktion som vandtårn fra 1905 til 1963, hvor et nyere tårn med en kapacitet til 3.200 m3 erstattede det.

## Historie
Allerede i 1897 begyndte ønsket om et vandværk i Glostrup at træde frem efter stiftelsen af Glostrup Grundejerforening. Begyndelsen af 1900-tallet blev en tid med stor vækst i hvad der stadig bar præg af en landsby med stigninger i indbyggertallet. Dette kombineret med et tørt 1904 gjorde, at planerne for byens vandforsyning blev sat i gang, og et samarbejde mellem sognerådet, som købte jorden, og gasværksbestyreren, der udarbejdede planerne, endte i 1905 med et færdigbygget vandtårn.
Da Københavns Kommune i 1958 overtog forsyningsarbejdet blev det "lille" vandtårn hurtigt overflødigt, og efter opførelsen af det store vandtårn på Kindebjergvej med en vandtank på 3.200 m3 blev det gamle vandtårn taget ud af drift. Snart efter nedlukningen kom der forslag til anvendelsen af grunden, hvorpå tårnet står, men disse – særligt oprettelsen af en benzintank – blev afvist, hvormed tårnet stadig står som et vartegn for byen.
I 2006 var der problemer med løs plade på vandtårnet, hvorfor brandvæsnet måtte rykke ud.

## Arkitektur
Bygningen er konstrueret af ingeniør August Fensmark og dækker et grundareal på 16 m² med en ottekantet grundplan. Det er opført i røde teglsten med rundbuede vinduer og øverst findes en vindfløj med tegnene G.V. Tårnet har en slående lighed med det i 1967 nedrevne Sundby Vandtårn, der blev opført i 1900 i Lergravsparken på Amager efter tegninger af arkitekt Sophus Jørgensen. August Fensmark havde da også været tilknyttet Sundby Gasværk.

### Omgivelser
Ingen af de bygninger der ligger i forbindelse med tårnet rager så højt op som dette. Tårnet markerer starten på Glostrups gamle bykerne, når man ankommer til byen fra øst.
Vandtårnet ligger ud til Hovedvejen og har i den forbindelse været en del af planerne af 2005 for aftenbelysning af byen som et fremtrædende element på den centrale vej. Der blev her taget højde for, at belysningen skulle fremhæve tårnets arkitektur.
600 meter fra tårnet står en 10 kilometersten som markerer afstanden til Rådhuspladsen i København, hvilket får tårnet til at være 10,6 km derfra.